# Sixième district congressionnel d'Arizona
Le 6e district congressionnel de l'Arizona est un district situé dans l'État américain de l'Arizona et englobe tout le Comté de Greenlee, la majeure partie du Comté de Cochise et des parties des comtés de Pima, de Pinal et de Graham. La majeure partie de sa population réside dans la banlieue de Tucson, notamment Oro Valley, Marana, Green Valley et Vail. Le district est actuellement représenté par le Républicain Juan Ciscomani. C’était l’une des 18 circonscriptions qui auraient voté pour Joe Biden à l’élection présidentielle de 2020 si elles avaient existé dans leur configuration actuelle tout en ayant été remportées ou détenues par un Républicain en 2022. 
Le nouveau 6e district comprend une présence militaire notable. L'installation de Fort Huachuca est située dans le Comté de Cochise, à environ 24 km au nord de la frontière mexicaine, et dans la ville de Sierra Vista.

## Histoire
L'Arizona s'est dotée d'un sixième district après le recensement de 1990. Il couvrait le quadrant nord-est de l'État, de Flagstaff à la frontière du Nouveau-Mexique. La majeure partie de sa population se trouvait toutefois dans la partie nord-est de la Vallée du Soleil, y compris Tempe et Scottsdale.
Après le recensement de 2000, la majeure partie de l'ancienne 6e circonscription située dans le Comté de Maricopa est devenue la 5e circonscription, tandis que la 6e circonscription a été reconfigurée pour inclure la majeure partie de l'ancienne 1re circonscription. Elle comprenait des parties de Mesa, Chandler et toute la ville de Gilbert, ainsi que la ville de Queen Creek, qui connaît une croissance rapide. Elle contient également la ville d'Apache Junction dans le Comté de Pinal. Pour la première fois depuis sa création en 1951, elle n'incluait pas la ville de Phoenix elle-même. La circonscription et ses prédécesseures avaient vu leur part de Phoenix progressivement réduite dans le contexte de la croissance explosive de la vallée au cours de la seconde moitié du XXe siècle.
George W. Bush a obtenu 64 % des voix dans cette circonscription en 2004. John McCain - qui a représenté cette circonscription (alors numérotée 1re) de 1983 à 1987 - a obtenu 61,32 % des voix dans cette circonscription en 2008, ce qui constitue son meilleur résultat dans son État d'origine.
Après le recensement de 2010, l'ancien 6e district est essentiellement devenu le 5e district, tandis que le 6e a été redessiné pour inclure la majeure partie de l'ancien 3e district.
Après le recensement de 2020, ce district est devenu essentiellement le 1er district, tandis que le 6e a été reconfiguré pour englober une grande partie de l'ancien 2e district. Une grande partie du territoire actuel du 6e se trouvait dans le 5e district de 1983 à 2003 et dans le 8e district de 2003 à 2013.

## Démographie
Selon les outils de profil des électeurs de l'APM Research Lab (avec l'enquête communautaire américaine de 2019 du Bureau du recensement des États-Unis), le district compte environ 604 000 électeurs potentiels (citoyens âgés de 18 ans et plus). Parmi eux, 77 % sont blancs et 13 % sont latinos. Les immigrés représentent 9 % des électeurs potentiels du district. Le revenu médian des ménages (avec un ou plusieurs électeurs potentiels) du district est d'environ 77 000 dollars, tandis que 8 % des ménages vivent sous le seuil de pauvreté. Quant au niveau d'éducation des électeurs potentiels du district, 42 % sont titulaires d'une licence ou d'un diplôme supérieur.

## Géographie
| #  | Comté    | Siège    | Population |
| -- | -------- | -------- | ---------- |
| 3  | Cochise  | Bisbee   | 124 640    |
| 9  | Graham   | Safford  | 39 525     |
| 11 | Greenlee | Clifton  | 9369       |
| 19 | Pima     | Tucson   | 1 063 162  |
| 21 | Pinal    | Florence | 484 239    |

### Villes de 10 000 personnes ou plus
- Tucson - 542 629
- Casas Adobes - 70 973
- Casa Grande - 53 658
- Catalina Foothills - 52 401
- Marana - 51 908
- Oro Valley - 47 070
- Sierra Vista - 45 308
- Sahuarita - 34 134
- Green Valley - 22 616
- Douglas - 16 534
- Tanque Verde - 16 250
- Eloy - 15 635
- Sierra Vista Southeast - 14 428
- Vail - 13 604
- Saddlebrooke - 12 574
- Tucson Mountains - 10 862
- Safford - 10 129

### Villes de 2500 à 10 000 personnes
- Arizona City - 9868
- Corona de Tucson - 9240
- Catalina - 7551
- Rincon Valley - 5612
- Benson - 5355
- Thatcher - 5231
- Clifton - 3933
- Whetstone - 3236
- Wilcox - 3213
- San Manuel - 3114
- Oracle - 3051
- Pima - 2847
- Swift Trail Junction - 2810
- Red Rock - 2625

## Historique des votes
| Année | Poste     | Résultats           |
| ----- | --------- | ------------------- |
| 2000  | Président | Bush 61 % – 37 %    |
| 2004  | Président | Bush 64 % – 35 %    |
| 2008  | Président | McCain 61 % – 38 %  |
| 2012  | Président | Romney 60 % – 39 %  |
| 2016  | Président | Trump 52 % – 42 %   |
| 2020  | Président | Biden 49,4 % – 49 % |

## Liste des Représentants du district
L'Arizona a commencé à envoyer un sixième membre à la Chambre après le recensement de 1990.
| Membre              | Parti       | Années                          | Congrès     | Histoire électorale | Zone géographique, |
| ------------------- | ----------- | ------------------------------- | ----------- | --- | --- |
| Karan English (en)  | Démocrate   | 3 janvier 1993 - 3 janvier 1995 | 103e        | Élue en 1992. Perds sa réélection. | 1993–2003 Nord-est de l'Arizona, incluant des parties de l'Aire métropolitaine de Phoenix, et les Comtés d'Apache, Gila, Greenlee, Coconino (en partie), Graham (en partie), Maricopa (en partie), Navajo (en partie) et Pinal (en partie) |
| J. D. Hayworth (en) | Républicain | 3 janvier 1995 - 3 janvier 2003 | 104e - 107e | Élu en 1994. Réélu en 1996. Réélu en 1998. Réélu en 2000. Redécoupage vers le 5e district.                                                                              | 1993–2003 Nord-est de l'Arizona, incluant des parties de l'Aire métropolitaine de Phoenix, et les Comtés d'Apache, Gila, Greenlee, Coconino (en partie), Graham (en partie), Maricopa (en partie), Navajo (en partie) et Pinal (en partie) |
| Jeff Flake          | Républicain | 3 janvier 2003 - 3 janvier 2013 | 108e - 112e | Redécoupage depuis le 1er district. Réélu en 2002. Réélu en 2004. Réélu en 2006. Réélu en 2008. Réélu en 2010. Retrait pour se présenter comme Sénateur des États-Unis. | 2003–2013 Partie de l'Aire métropolitaine de Phoenix, et les Comtés de Maricopa (en partie) et Pinal (en partie) |
| David Schweikert    | Républicain | 3 janvier 2013 - 3 janvier 2023 | 113e - 117e | Redécoupage depuis le 5e district. Réélu en 2012. Réélu en 2014. Réélu en 2016. Réélu en 2018. Réélu en 2020. Redécoupage vers le 1er district.                         | 2013–2023 |
| Juan Ciscomani      | Républicain | 3 janvier 2023 - en cours       | 118e - 119e | Élu en 2022. Réelu en 2024. | 2023–en cours |

## Résultats des récentes élections
Voici les résultats des dix précédents cycles électoraux dans le district.

### 2004
| Élection de 2004 du 6e district congressionnel d'Arizona | Élection de 2004 du 6e district congressionnel d'Arizona | Élection de 2004 du 6e district congressionnel d'Arizona | Élection de 2004 du 6e district congressionnel d'Arizona | Élection de 2004 du 6e district congressionnel d'Arizona |
| -------------------------------------------------------- | -------------------------------------------------------- | -------------------------------------------------------- | -------------------------------------------------------- | -------------------------------------------------------- |
| Parti                                                    | Parti                                                    | Candidat                                                 | Votes                                                    | %                                                        |
|                                                          | Républicain                                              | Jeff Flake (sortant)                                     | 202 882                                                  | 79,38                                                    |
|                                                          | Libertarien                                              | Craig Stritar                                            | 52 695                                                   | 20,62                                                    |
| Total des votes                                          | Total des votes                                          | Total des votes                                          | 255 577                                                  | 100%                                                     |
|                                                          | Les Républicains conservent                              |                                                          |                                                          |                                                          |

### 2006
| Élection de 2006 du 6e district congressionnel d'Arizona | Élection de 2006 du 6e district congressionnel d'Arizona | Élection de 2006 du 6e district congressionnel d'Arizona | Élection de 2006 du 6e district congressionnel d'Arizona | Élection de 2006 du 6e district congressionnel d'Arizona |
| -------------------------------------------------------- | -------------------------------------------------------- | -------------------------------------------------------- | -------------------------------------------------------- | -------------------------------------------------------- |
| Parti                                                    | Parti                                                    | Candidat                                                 | Votes                                                    | %                                                        |
|                                                          | Républicain                                              | Jeff Flake (sortant)                                     | 152 201                                                  | 74,80                                                    |
|                                                          | Libertarien                                              | Jason M. Blair                                           | 51 285                                                   | 25,20                                                    |
| Total des votes                                          | Total des votes                                          | Total des votes                                          | 203 486                                                  | 100%                                                     |
|                                                          | Les Républicains conservent                              |                                                          |                                                          |                                                          |

### 2008
| Élection de 2008 du 6e district congressionnel d'Arizona | Élection de 2008 du 6e district congressionnel d'Arizona | Élection de 2008 du 6e district congressionnel d'Arizona | Élection de 2008 du 6e district congressionnel d'Arizona | Élection de 2008 du 6e district congressionnel d'Arizona |
| -------------------------------------------------------- | -------------------------------------------------------- | -------------------------------------------------------- | -------------------------------------------------------- | -------------------------------------------------------- |
| Parti                                                    | Parti                                                    | Candidat                                                 | Votes                                                    | %                                                        |
|                                                          | Républicain                                              | Jeff Flake (sortant)                                     | 208 582                                                  | 62,46                                                    |
|                                                          | Démocrate                                                | Rebecca Schneider                                        | 115 457                                                  | 34,55                                                    |
|                                                          | Libertarien                                              | Rick Biondi                                              | 10 137                                                   | 3,03                                                     |
| Total des votes                                          | Total des votes                                          | Total des votes                                          | 334 176                                                  | 100%                                                     |
|                                                          | Les Républicains conservent                              |                                                          |                                                          |                                                          |

### 2010
| Élection de 2010 du 6e district congressionnel d'Arizona | Élection de 2010 du 6e district congressionnel d'Arizona | Élection de 2010 du 6e district congressionnel d'Arizona | Élection de 2010 du 6e district congressionnel d'Arizona | Élection de 2010 du 6e district congressionnel d'Arizona |
| -------------------------------------------------------- | -------------------------------------------------------- | -------------------------------------------------------- | -------------------------------------------------------- | -------------------------------------------------------- |
| Parti                                                    | Parti                                                    | Candidat                                                 | Votes                                                    | %                                                        |
|                                                          | Républicain                                              | Jeff Flake (sortant)                                     | 165 649                                                  | 66,42                                                    |
|                                                          | Démocrate                                                | Rebecca Schneider                                        | 72 615                                                   | 29,12                                                    |
|                                                          | Libertarien                                              | Darell Tapp                                              | 7712                                                     | 3,09                                                     |
|                                                          | Vert                                                     | Richard Grayson                                          | 3407                                                     | 1,37                                                     |
| Total des votes                                          | Total des votes                                          | Total des votes                                          | 249 383                                                  | 100%                                                     |
|                                                          | Les Républicains conservent                              |                                                          |                                                          |                                                          |

### 2012
| Élection de 2012 du 6e district congressionnel d'Arizona | Élection de 2012 du 6e district congressionnel d'Arizona | Élection de 2012 du 6e district congressionnel d'Arizona | Élection de 2012 du 6e district congressionnel d'Arizona | Élection de 2012 du 6e district congressionnel d'Arizona |
| -------------------------------------------------------- | -------------------------------------------------------- | -------------------------------------------------------- | -------------------------------------------------------- | -------------------------------------------------------- |
| Parti                                                    | Parti                                                    | Candidat                                                 | Votes                                                    | %                                                        |
|                                                          | Républicain                                              | David Schweikert (sortant)                               | 179 706                                                  | 61,30                                                    |
|                                                          | Démocrate                                                | Matt Jette                                               | 97 666                                                   | 33,31                                                    |
|                                                          | Libertarien                                              | Jack Anderson                                            | 10 167                                                   | 3,47                                                     |
|                                                          | Vert                                                     | Mark Salazar                                             | 5637                                                     | 1,92                                                     |
| Total des votes                                          | Total des votes                                          | Total des votes                                          | 293 176                                                  | 100%                                                     |
|                                                          | Les Républicains conservent                              |                                                          |                                                          |                                                          |

### 2014
| Élection de 2014 du 6e district congressionnel d'Arizona | Élection de 2014 du 6e district congressionnel d'Arizona | Élection de 2014 du 6e district congressionnel d'Arizona | Élection de 2014 du 6e district congressionnel d'Arizona | Élection de 2014 du 6e district congressionnel d'Arizona |
| -------------------------------------------------------- | -------------------------------------------------------- | -------------------------------------------------------- | -------------------------------------------------------- | -------------------------------------------------------- |
| Parti                                                    | Parti                                                    | Candidat                                                 | Votes                                                    | %                                                        |
|                                                          | Républicain                                              | David Schweikert (sortant)                               | 129 578                                                  | 64,86                                                    |
|                                                          | Démocrate                                                | John Williamson                                          | 70 198                                                   | 35,14                                                    |
| Majorité                                                 | Majorité                                                 | Majorité                                                 | 58 380                                                   | 29,82                                                    |
| Total des votes                                          | Total des votes                                          | Total des votes                                          | 199 776                                                  | 100%                                                     |
|                                                          | Les Républicains conservent                              |                                                          |                                                          |                                                          |

### 2016
| Élection de 2016 du 6e district congressionnel d'Arizona | Élection de 2016 du 6e district congressionnel d'Arizona | Élection de 2016 du 6e district congressionnel d'Arizona | Élection de 2016 du 6e district congressionnel d'Arizona | Élection de 2016 du 6e district congressionnel d'Arizona |
| -------------------------------------------------------- | -------------------------------------------------------- | -------------------------------------------------------- | -------------------------------------------------------- | -------------------------------------------------------- |
| Parti                                                    | Parti                                                    | Candidat                                                 | Votes                                                    | %                                                        |
|                                                          | Républicain                                              | David Schweikert (sortant)                               | 201 578                                                  | 62,13                                                    |
|                                                          | Démocrate                                                | John Williamson                                          | 122 866                                                  | 37,87                                                    |
| Total des votes                                          | Total des votes                                          | Total des votes                                          | 324 444                                                  | 100%                                                     |
|                                                          | Les Républicains conservent                              |                                                          |                                                          |                                                          |

### 2018
| Élection de 2014 du 6e district congressionnel d'Arizona | Élection de 2014 du 6e district congressionnel d'Arizona | Élection de 2014 du 6e district congressionnel d'Arizona | Élection de 2014 du 6e district congressionnel d'Arizona | Élection de 2014 du 6e district congressionnel d'Arizona |
| -------------------------------------------------------- | -------------------------------------------------------- | -------------------------------------------------------- | -------------------------------------------------------- | -------------------------------------------------------- |
| Parti                                                    | Parti                                                    | Candidat                                                 | Votes                                                    | %                                                        |
|                                                          | Républicain                                              | David Schweikert (sortant)                               | 173 140                                                  | 55,19                                                    |
|                                                          | Démocrate                                                | Anita Malik                                              | 140 559                                                  | 44,81                                                    |
| Total des votes                                          | Total des votes                                          | Total des votes                                          | 313 699                                                  | 100%                                                     |
|                                                          | Les Républicains conservent                              |                                                          |                                                          |                                                          |

### 2020
| Élection de 2020 du 6e district congressionnel d'Arizona | Élection de 2020 du 6e district congressionnel d'Arizona | Élection de 2020 du 6e district congressionnel d'Arizona | Élection de 2020 du 6e district congressionnel d'Arizona | Élection de 2020 du 6e district congressionnel d'Arizona |
| -------------------------------------------------------- | -------------------------------------------------------- | -------------------------------------------------------- | -------------------------------------------------------- | -------------------------------------------------------- |
| Parti                                                    | Parti                                                    | Candidat                                                 | Votes                                                    | %                                                        |
|                                                          | Républicain                                              | David Schweikert (sortant)                               | 217 783                                                  | 52,2                                                     |
|                                                          | Démocrate                                                | Hiral Tipimeni                                           | 199 644                                                  | 47,8                                                     |
| Total des votes                                          | Total des votes                                          | Total des votes                                          | 417 427                                                  | 100%                                                     |
|                                                          | Les Républicains conservent                              |                                                          |                                                          |                                                          |

### 2022
| Primaire Républicaine de 2022 du 6e district congressionnel d'Arizona | Primaire Républicaine de 2022 du 6e district congressionnel d'Arizona | Primaire Républicaine de 2022 du 6e district congressionnel d'Arizona | Primaire Républicaine de 2022 du 6e district congressionnel d'Arizona | Primaire Républicaine de 2022 du 6e district congressionnel d'Arizona |
| --------------------------------------------------------------------- | --------------------------------------------------------------------- | --------------------------------------------------------------------- | --------------------------------------------------------------------- | --------------------------------------------------------------------- |
| Parti                                                                 | Parti                                                                 | Candidat                                                              | Votes                                                                 | %                                                                     |
|                                                                       | Républicain                                                           | Juan Ciscomani                                                        | 49 559                                                                | 47,1                                                                  |
|                                                                       | Républicain                                                           | Brandon Martin                                                        | 21 987                                                                | 20,9                                                                  |
|                                                                       | Républicain                                                           | Kathleen Winn                                                         | 19 635                                                                | 18,7                                                                  |
|                                                                       | Républicain                                                           | Young Mayberry                                                        | 8942                                                                  | 8,5                                                                   |
|                                                                       | Républicain                                                           | Lucretia Free                                                         | 5029                                                                  | 4,8                                                                   |

| Primaire Démocrate de 2022 du 6e district congressionnel d'Arizona | Primaire Démocrate de 2022 du 6e district congressionnel d'Arizona | Primaire Démocrate de 2022 du 6e district congressionnel d'Arizona | Primaire Démocrate de 2022 du 6e district congressionnel d'Arizona | Primaire Démocrate de 2022 du 6e district congressionnel d'Arizona |
| ------------------------------------------------------------------ | ------------------------------------------------------------------ | ------------------------------------------------------------------ | ------------------------------------------------------------------ | ------------------------------------------------------------------ |
| Parti                                                              | Parti                                                              | Candidat                                                           | Votes                                                              | %                                                                  |
|                                                                    | Démocrate                                                          | Kirsten Engel                                                      | 54 060                                                             | 59,1                                                               |
|                                                                    | Démocrate                                                          | Daniel Hernandez                                                   | 31 815                                                             | 34,8                                                               |
|                                                                    | Démocrate                                                          | Avery Anderson                                                     | 5639                                                               | 6,                                                                 |

L'Arizona a tenu ses Primaires le 2 août 2022, Juan Ciscomani (R) et Kirsten Engel (D) ont respectivement remportés les Primaires Républicaines et Démocrates, ils s'affrontent donc lors de l'Élection générale du 8 novembre 2022.
| Élection de 2022 du 6e district congressionnel d'Arizona | Élection de 2022 du 6e district congressionnel d'Arizona | Élection de 2022 du 6e district congressionnel d'Arizona | Élection de 2022 du 6e district congressionnel d'Arizona | Élection de 2022 du 6e district congressionnel d'Arizona |
| -------------------------------------------------------- | -------------------------------------------------------- | -------------------------------------------------------- | -------------------------------------------------------- | -------------------------------------------------------- |
| Parti                                                    | Parti                                                    | Candidat                                                 | Votes                                                    | %                                                        |
|                                                          | Républicain                                              | Juan Ciscomani                                           | 177 201                                                  | 50,73                                                    |
|                                                          | Démocrate                                                | Kirsten Engel                                            | 171 969                                                  | 49,24                                                    |
|                                                          | Démocrate                                                | Avery Thornton (write-in)                                | 71                                                       | 0,02                                                     |
|                                                          | Indépendant                                              | Frank Bertone (write-in)                                 | 42                                                       | 0,01                                                     |
| Total des votes                                          | Total des votes                                          | Total des votes                                          | 349 283                                                  | 100%                                                     |
|                                                          | Les Républicains conservent                              |                                                          |                                                          |                                                          |

### 2024
| Primaire Républicaine de 2024 du 6e district congressionnel d'Arizona | Primaire Républicaine de 2024 du 6e district congressionnel d'Arizona | Primaire Républicaine de 2024 du 6e district congressionnel d'Arizona | Primaire Républicaine de 2024 du 6e district congressionnel d'Arizona | Primaire Républicaine de 2024 du 6e district congressionnel d'Arizona |
| --------------------------------------------------------------------- | --------------------------------------------------------------------- | --------------------------------------------------------------------- | --------------------------------------------------------------------- | --------------------------------------------------------------------- |
| Parti                                                                 | Parti                                                                 | Candidat                                                              | Votes                                                                 | %                                                                     |
|                                                                       | Républicain                                                           | Juan Ciscomani (sortant)                                              | 59 021                                                                | 59,2                                                                  |
|                                                                       | Républicain                                                           | Kathleen Winn                                                         | 40 625                                                                | 40,8                                                                  |

| Primaire Démocrate de 2024 du 6e district congressionnel d'Arizona | Primaire Démocrate de 2024 du 6e district congressionnel d'Arizona | Primaire Démocrate de 2024 du 6e district congressionnel d'Arizona | Primaire Démocrate de 2024 du 6e district congressionnel d'Arizona | Primaire Démocrate de 2024 du 6e district congressionnel d'Arizona |
| ------------------------------------------------------------------ | ------------------------------------------------------------------ | ------------------------------------------------------------------ | ------------------------------------------------------------------ | ------------------------------------------------------------------ |
| Parti                                                              | Parti                                                              | Candidat                                                           | Votes                                                              | %                                                                  |
|                                                                    | Démocrate                                                          | Kirsten Engel                                                      | 78 178                                                             | 100                                                                |

| Élection de 2024 du 6e district congressionnel d'Arizona | Élection de 2024 du 6e district congressionnel d'Arizona | Élection de 2024 du 6e district congressionnel d'Arizona | Élection de 2024 du 6e district congressionnel d'Arizona | Élection de 2024 du 6e district congressionnel d'Arizona |
| -------------------------------------------------------- | -------------------------------------------------------- | -------------------------------------------------------- | -------------------------------------------------------- | -------------------------------------------------------- |
| Parti                                                    | Parti                                                    | Candidat                                                 | Votes                                                    | %                                                        |
|                                                          | Républicain                                              | Juan Ciscomani (sortant)                                 | 215 596                                                  | 50,0                                                     |
|                                                          | Démocrate                                                | Kirsten Engel                                            | 204 774                                                  | 47,5                                                     |
|                                                          | Vert                                                     | Athena Eastwood                                          | 10 759                                                   | 2,5                                                      |
|                                                          | Indépendant                                              | Luis Pozzolo (write-in)                                  | 91                                                       | 0,0                                                      |
| Total des votes                                          | Total des votes                                          | Total des votes                                          | 431 220                                                  | 100 %                                                    |
|                                                          | Les Républicains conservent                              |                                                          |                                                          |                                                          |